# Montreux
Montreux (nemško Muchtern) je mesto in občina v švicarskem kantonu Vaud. Leži ob obali Ženevskega jezera na jugozahodu države. Montreaux ima okoli 26.000 prebivalcev (aglomeracija Vevey-Montreux pa skupaj 85.000; podatki iz leta 2019).

## Znani prebivalci
- Vladimir Nabokov, rusko-ameriški književnik (1899 - 1977)

## Zanimivosti
- Montreux Jazz Festival